# Gubernia kaliska
Gubernia kaliska (ros. Калишская губерния) – gubernia Królestwa Polskiego ze stolicą w Kaliszu, istniejąca w latach 1837–1844 i 1867–1915; była najdalej na zachód położoną gubernią Królestwa Polskiego, jej zachodnią granicę stanowiła granica polsko-pruska. 
Została utworzona 23 lutego 1837 w miejsce województwa kaliskiego. W 1882 dzieliła się na 8 powiatów: kaliski, kolski, koniński, łęczycki, sieradzki, słupecki, turecki, wieluński, a one – na 142 gminy. W guberni znajdowało się 13 miast, 37 osad miejskich, 2041 wsi, 1672 folwarków i 1116 kolonii.
W latach 1867–1885 wicegubernatorem był Pawieł Rybnikow, a w latach 1883–1902 gubernatorem był Michaił Daragan, w czasie rządów którego nastąpił przyspieszony rozwój Kalisza.

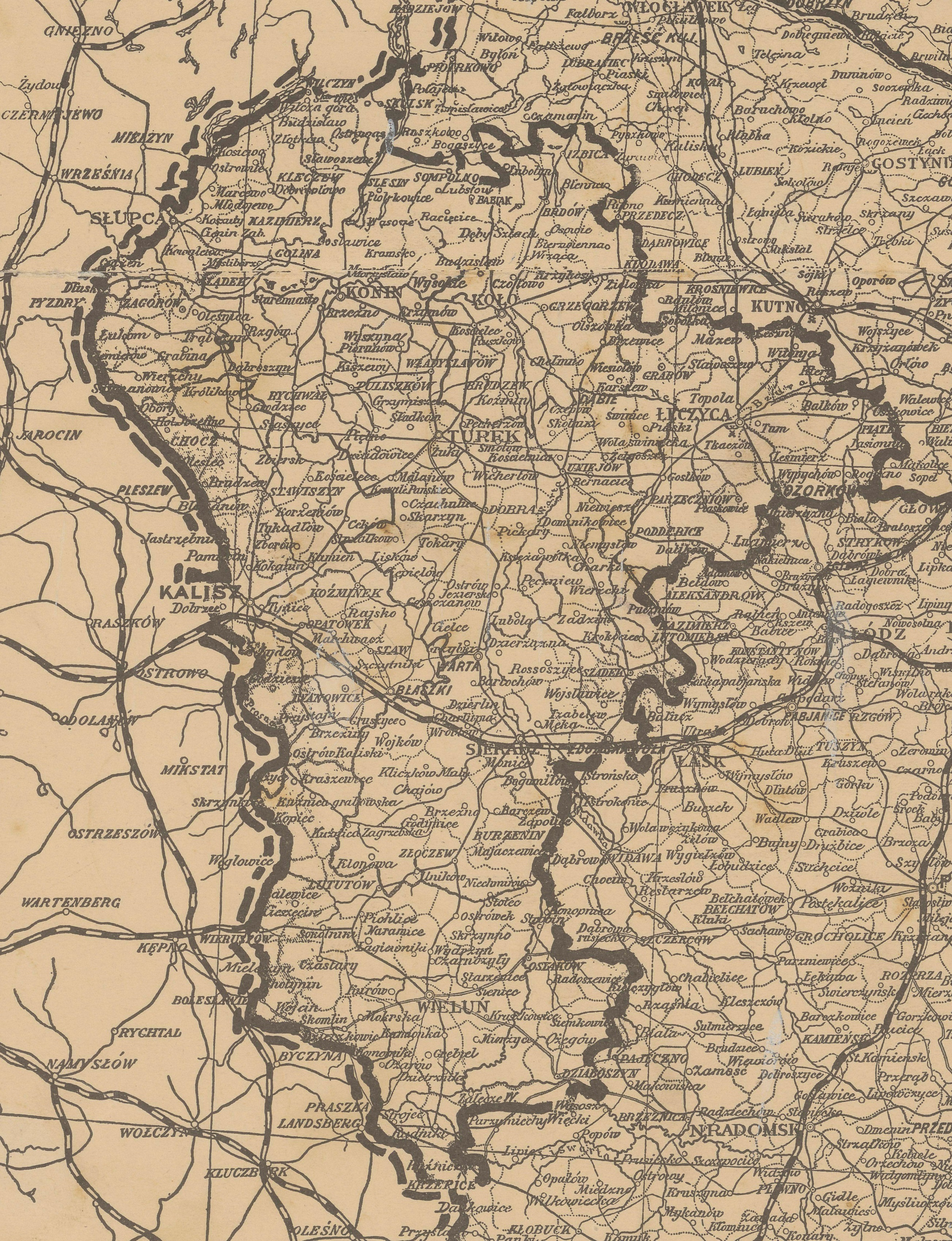
Gubernia Kaliska w 1914 roku

Po zburzeniu Kalisza (1914) i odrodzeniu Rzeczypospolitej Polskiej (1918) jej obszar włączono do województwa łódzkiego ze stolicą w Łodzi, utworzonego w 1919.

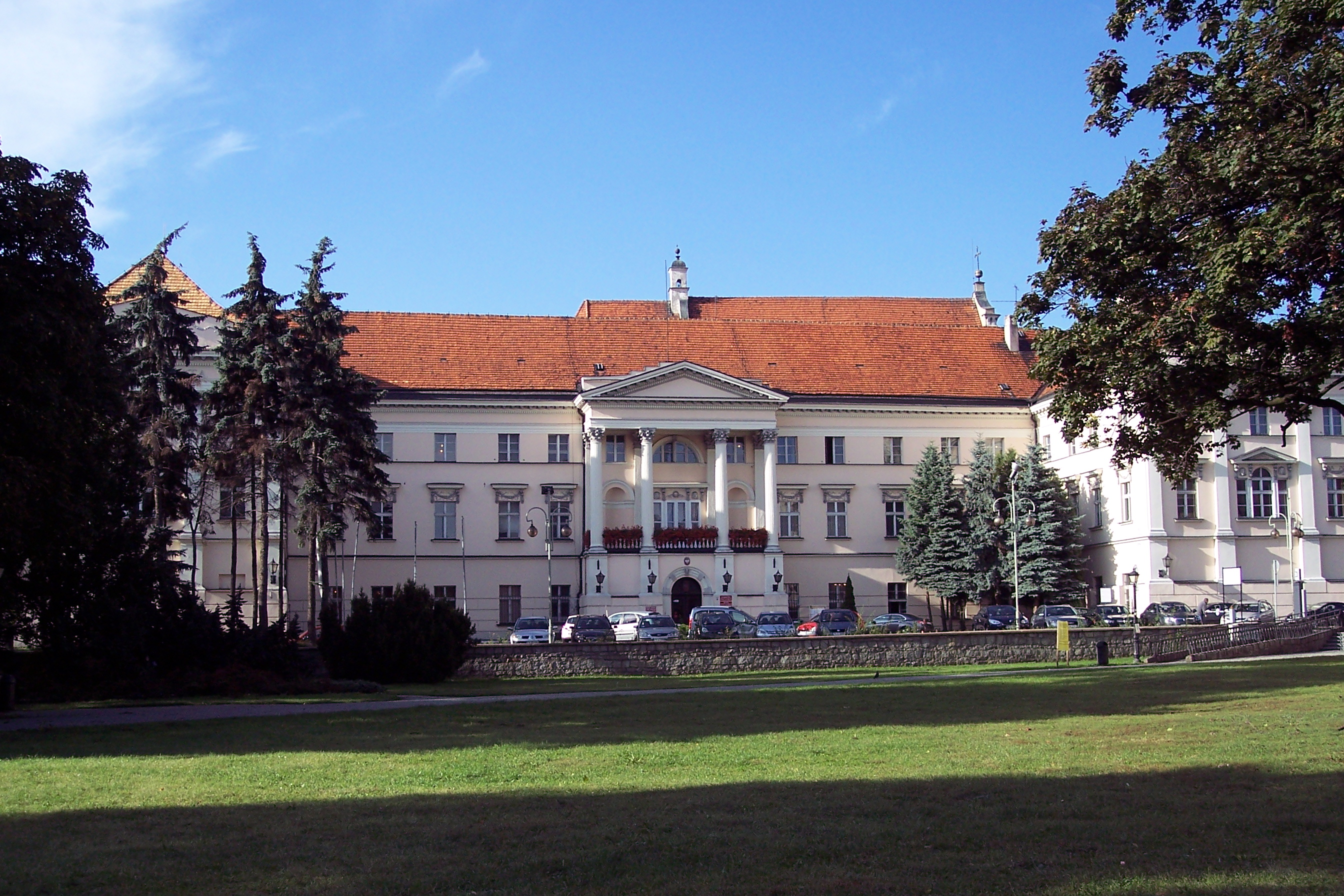
Pałac Komisji Wojewódzkiej Kaliskiej, siedziba rządu gubernialnego

| powiat                                                  |  | siedziba | inne miejscowości                                                           |
| ------------------------------------------------------- |  | -------- | --------------------------------------------------------------------------- |
| Gubernia kaliska (od 1867; tzw. druga gubernia kaliska) |  |          |                                                                             |
| kaliski                                                 |  | Kalisz   | Błaszki • Chocz • Iwanowice • Koźminek • Opatówek • Staw • Stawiszyn        |
| kolski                                                  |  | Koło     | Babiak • Brdów • Brudzew • Dąbie • Grzegorzew • Izbica • Kłodawa • Sompolno |
| koniński                                                |  | Konin    | Golina • Rychwał • Ślesin • Tuliszków • Władysławów                         |
| łęczycki                                                |  | Łęczyca  | Grabów • Ozorków • Piątek • Poddębice                                       |
| sieradzki                                               |  | Sieradz  | Burzenin • Szadek • Warta • Zduńska Wola • Złoczew                          |
| słupecki                                                |  | Słupca   | Lądek • Kazimierz • Kleczew • Pyzdry • Skulsk • Wilczyn • Zagórów           |
| turecki                                                 |  | Turek    | Dobra • Uniejów                                                             |
| wieluński                                               |  | Wieluń   | Bolesławiec • Działoszyn • Lututów • Praszka • Osjaków • Wieruszów          |